# أسامة السيد يوسف
أسامة السيد يوسف ممثل سوري. أحد أبناء مدينة إدلب، حقق نجاحاً في العمل الدرامي والمسرحي، وحظي بثقة كافية نصبته مديراً للمسرح القومي في حلب، له جهود بارزة في كافة المهرجانات التي تقيمها مديرية المسارح والموسيقا في وزارة الثقافة، كمهرجان الشباب المسرحي الذي أطلقته نفسه الوزارة في عام 2006، وكذلك مهرجان الفنون الشعبية الذي تحتضنه إدلب وكافة المهرجانات الأخرى التي تقيمها وزارة الثقافة.

## طفولته
ولد في مدينة إدلب سنة 1961، درس في المعهد العالي للفنون المسرحية وتخرج سنة 1982 بامتياز وكان ترتيبه الأول، التحق بالوسط الفني وعين في عدة مناصب فشغل من عام 2003 حتى عام 2016 منصب مدير المسرح القومي في حلب، أقيمت في عهده العديد من المهرجانات الدولية مثل مهرجان المحبة في مدينة طرطوس، ومهرجان الشباب الدولي للفرق المسرحية في مدينة إدلب، وحلب، ومهرجان دمشق، ومهرجان اللاذقية الدولي وكانت برئاسته، سافر مع فرقته المسرحية إلى العديد من الدول مثل المغرب وإيران وغيرها.
شارك في العديد من الأعمال الدرامية والمسرحية، وكان من الممثلين المميزين ولا زالت أدواره عالقة في أذهان الجماهير، آخر عمل شارك فيه كان عام 2020 بعنوان (بعد عدة سنوات) من إخراج عبد الغني بلاط، وبمشاركة الممثلين سعد مينه، وميلاد يوسف.

## مناصبه
تقلد أسامة العديد من المناصب الإدارية من بينها مدير مسرح حلب القومي من سنة 2003 إلى سنة 2016، ثم ترأس العديد من المهرجانات الدولية مثل مهرجان الشباب الدولي للفرق المسرحية في مدينة إدلب ومدينة حلب ومهرجان المحبة في طرطوس ومهرجان اللاذقية ومهرجان دمشق الدولي لأكثر من دورة، وسافر بالفرق المسرحية إلى إيران والمغرب ومعظم الدول العربية.
وعن ذلك يقول: 

## أعماله
عمل أسامة مع عدد من المخرجين منهم الأستاذ حاتم علي والأستاذ مأمون البني والمخرج هيثم حقي.

### مسلسلات
- كسر عضم
- الهروب
- أهل الراية (الجزء الثاني)
- العبابيد
- صلاح الدين الأيوبي
- مرت عمو ماحدا غريب
- طرة ولا نقش
- البيوت أسرار
- المفتاح
- خان الحرير
- سيرة آل الجلالي
- العربجي

## حياته الخاصة
تزوج من (سينا ماوردي) وهي امرأة سورية وأنجب طفلين هما نجيب، وماسة،